# Vivian Silver
Vivian Silver (hebrejsko ויויאן סילבר), kanadsko-izraelska aktivistka, * 2. februar 1949, Winnipeg, † 7. oktober 2023, Be'eri
Bila je kanadsko-izraelska aktivistka za mir in pravice žensk. Ubili so jo v pomoru v Be'eri med vpadom Hamasa v Izrael 2023.

## Zgodnja leta in izobraževanje
Silverjeva se je rodila in odraščala v Winnipegu v Manitobi v Kanadi.
Silverjeva je Izrael prvič obiskala leta 1968, med prvim letnikom kolidža. Študirala je v tujini na Hebrejski univerzi v Jeruzalemu, kjer je študirala psihologijo in angleško književnost. Bila je tudi zelo aktivna v Severnoameriški judovski študentski mreži, kjer je skrbela za judovsko študentsko tiskovno službo. V tej vlogi je začela objavljati članke o izraelsko-palestinskih odnosih. V zadnjem letniku fakultete je v svojem kampusu soustanovila študentsko sionistično zavezništvo  in bila tistega leta povabljena na nacionalno konferenco študentskega sionističnega zavezništva v Montrealu.
Leta 1973 je s Šifro Bronzick organizirali prvo nacionalno konferenco Judinj.

## Aktivizem
Silverjeva se je leta 1974 priselila v Izrael in se pridružila kibucu Gezer v okviru gibanja Habonim Dror. V Gezerju je postala tajnica kibuca, ena redkih žensk, ki je to storila; kasneje je postala predsednica skupnosti. Njen zgodnji aktivizem se je osredotočal na pravice žensk in razlike med spoloma v izraelski družbi. V ta namen je leta 1981 ustanovila Oddelek v organizaciji Združenih kibucev za spodbujanje enakosti spolov. Delala je tudi v knesetu v pododboru za napredek žensk pri delu in gospodarstvu, za sklad Novi Izrael in v usmerjevalnem odboru Šatila.
Leta 1990 se je skupaj z možem in sinovoma preselila v Be'eri, kibuc blizu meje z Gazo. V tem času se je bolje seznanila z lokalno beduinsko skupnostjo in prebivalci Gaze. Od leta 1998 je bila izvršna direktorica Inštituta Negev za strategije miru in razvoja (NISPED) V kibucu je organizirala programe za pomoč prebivalcem Gaze, kot je usposabljanje za delo, in  skrbela za to, da so zidarje iz Gaze v kibucu  plačevali pošteno.
Leta 1999 sta Silverjeva in Amal Elsana Alh'jooj ustanovili arabsko-judovski center za enakopravnost, podporo in sodelovanje, podružnico NISPED. Silverjeva je bila pred drugo intifado direktorica centra. Center je organiziral projekte v Izraelu, Gazi in na Zahodnem bregu. Leta 2010 je z  Alh'jooj prejeli nagrado Victor J. Goldberga za mir na Bližnjem vzhodu, ki jo enkrat letno podeljuje Inštitut za mednarodno izobraževanje parom arabskih in izraelskih aktivistov, ki si prizadevajo za mir.
Preden so leta 2007 mejo z Gazo zaprli, je Silverjeva  sodelovala s prebivalci Gaze v medkulturnih projektih. Ena od skupin, ki jih  je ustanovila, Ustvarjamo mir, se je osredotočila na spodbujanje poslovnih povezav med palestinskimi in izraelskimi obrtniki.
Silverjeva je bila v preteklosti članica upravnega odbora B'Tselema, organizacije za človekove pravice s sedežem v Jeruzalemu. Sodelovala je tudi pri Zavezništvu za mir na Bližnjem vzhodu in številnih njihovih članicah. Kot del tega dela je pomagala organizirati in voditi izlete po izraelski strani meje med Izraelom in Gazo, kot način, kako približati reve in težave prebivalcev Gaze.
Silverjeva se je uradno upokojila leta 2014. Po upokojitvi in vojni v Gazi leta 2014 je Silverjeva soustanovila medversko osnovno organizacijo Ženske si upajo mir. Silverjeva je prav tako začel prostovoljno delati pri projektih Cesta do zdravja in Projekt Rozana, ki sta prevažala paciente iz Gaze na zdravljenje v Jeruzalem.
4. oktobra 2023 je Silverjeva pomagala organizirati mirovni shod v Jeruzalemu, ki je pritegnil 1500 Izraelk in Palestink.

## Izginotje in smrt
7. oktobra 2023 se je Twitterju pojavilo sporočilo, da so Silverjevo med napadi Hamasa ob začetku vojne med Izraelom in Hamasom leta 2023, ugrabili iz njenega doma v Be'eri. Njena sestra je povedala, da je Silverjeva, ko je 7. oktobra po telefonu govorila o tem, da zunaj svojega doma sliši napadalce Hamasa. Silverjeva se je s podobnim sporočilom obrnila tudi na prijatelje na WhatsApp. Ko so prispeli izraelski reševalci, so našli njen dom požgan in izropan,  vendar nobenega trupla ali znakov boja, tako da so domnevali, da so jo ugrabili. Njeno smrt so dva tedna kasneje na osnovi raziskave pogorišča in sledi v njem potrdili forensiki.
Družina in prijatelji Silverjeve so ustvarili stran na Facebooku »Pogrešamo Vivian Silver«, z namenom, zbrati  čim več informacij o tem, kje bi bila, Rdeči križ in kanadsko vlado pa so prosili za pomoč pri iskanju in korakih za njeno svobodo.
Silverjevo so jih našli v Be'eriju in identificirali pet tednov po napadu, njeno smrt pa  potrdili 13. novembra 2023.
Po objavi njene smrti so se ji poklonili B'Tselem, Judovska federacija Winnipega in Ženske si upajo mir. Nekrolog Silverjevi so objavili tudi kanadski politik in odvetnik za človekove pravice Irwin Cotler, kanadska zunanja ministrica Mélanie Joly, kanadska veleposlanica v Izraelu Lisa Stadelbauer in izraelska političarka Tzipi Livni. 14. novembra je kanadski premier Justin Trudeau prav tako v javnosti omenil njeno  smrt in dejal, da jo bodo "močno pogrešali".
Silverjevo so 16. novembra pokopali v kibucu Gezer, kjer je živela od leta 1974 do 1990. Njenega pogreba se je udeležilo približno 1500 ljudi.

## Priznanje
Leta 2011 je Haaretz imenoval Silverjevo za eno izmed "10 najvplivnejših angleških priseljencev" v Izraelu.

## Osebno
Silverjeva je bila Judinja. Imela je dva sinova in štiri vnuke.